# 花団
花団（はなだん）は、1999年に京都府で結成された日本のコミックバンド。2003年に拠点を東京の八王子に移し、2010年にはユニバーサルミュージックよりメジャーデビューが決定。
2013年にツアー終了とともに解散はしたものの、旧友のバンド仲間たちからオファーなどからイベント出演を果たし、「セックスマシーン!!」からは花団解散抵抗運動を実施し続けられるなどあり、2015年に再結成を果たした。

## メンバー
- カズ
  - ボーカル。
  - 本名：塚原 一繁。
  - 京都府宇治市出身。
  - 3月26日生。
  - O型。
  - 宇治市観光大使（2021年3月1日 - 、「宇治会」メンバーとして）。

- 潤八（じゅんぱち）
  - ベース。
  - 本名：秋田 潤。
  - 京都府京都市出身。
  - 3月9日生。
  - A型。

- ガンプマン
  - ギター。
  - 本名：森 真悟。
  - 東京都立川市出身。
  - 8月11日生。
  - AB型。

- たっちん
  - ドラムス。
  - 本名：辰巳 裕二郎。
  - 京都府宇治市出身。
  - 11月20日生。
  - O型。

### 過去のメンバー
- 山本広志
  - ギター。

## 作品
インディーズ
1. 恋のマグニチュード（2005年6月25日）
2. 恋のテンテコダンス（2007年8月7日）
3. 罪とガッツ（2022年1月22日）

メジャー
1. 花団（2011年2月2日）
2. ウレカケタオトコタチ（2012年12月19日）

## 主なライブ

### 出演イベント
- 2010年07月10日 - 京都大作戦2010
- 2010年09月11日 - いしがきミュージックフェスティバル2010
- 2011年09月23日 - MASTER COLISEUM 2011
- 2010年09月25日 - いしがきミュージックフェスティバル2011
- 2011年11月12日 - BIWAKO BEAT WAVE 2011
- 2013年07月06日 - 京都大作戦2013
- 2017年03月12日 - MASTER COLISEUM '17
- 2017年05月07日 - COMIN'KOBE 2017（補欠枠）
- 2017年08月01日 - ♀フェス2017
- 2017年09月30日 - TOKYO CALLING 2017
- 2017年09月30日 - 長田大行進曲2017
- 2021年07月04日 - 京都大作戦2021
- 2024年06月01日 - 団子祭〜望まれないツーマン編〜